# Vilama-Caldera
Die Vilama-Caldera ist eine Caldera im Süden Boliviens in der Grenzregion zu Argentinien und Chile. 
Die Caldera befindet sich in den Anden auf einer Höhe von 4.000 Metern und ist ca. 35 × 15 km groß. Sie entstand vor ca. 8,4 Millionen Jahren bei einem gewaltigen Vulkanausbruch der maximalen Stärke 8 auf dem Vulkanexplosivitätsindex (Supervulkan). Dabei wurden nach Schätzungen rund 2.000 Kubikkilometer Material ausgestoßen, was fast an den Ausbruch des Yellowstone vor 2,1 Millionen Jahren und an den Tobaausbruch vor 74.000 Jahren heranreicht. 
In dieser Gegend, wo die südamerikanische Platte und die Nazca-Platte zusammenstoßen, werden weitere Calderas (Cerro Guacha, Coruto, Pastos Grandes, Capina) vermutet, deren Erforschung aber erst am Anfang steht.

Koordinaten: 22° 25′ 48″ S, 67° 0′ 0″ W